# Stereum ostrea
Stereum ostrea là một loài nấm gây hại cho thực vật và nấm phân hủy gỗ bản địa của Bắc Mỹ.